# Élections parlementaires polonaises de 2007
Les élections législatives polonaises de 2007 (Wybory parlamentarne w Polsce w 2007 roku, en polonais) se sont tenues le 21 octobre 2007, afin d'élire les quatre cent soixante députés de la sixième législature de la Diète et les cent sénateurs de la septième législature du Sénat.
Le scrutin a été remporté, à la majorité relative, par la Plate-forme civique (PO), et les partis de droite et de centre droit dans l'ensemble.

## Contexte
Lors des élections législatives du 25 septembre 2005, le parti conservateur et nationaliste Droit et justice (PiS) était arrivé en tête avec 27 % des voix et 155 députés sur 460, juste devant la formation libérale et pro-européenne Plate-forme civique (PO), qui s'était contentée de 24,1 % des suffrages et 133 sièges. Contrairement à ce qu'ils avaient annoncé pendant la campagne, ils ne sont pas parvenus à former un gouvernement de coalition et PiS a donc préféré constituer un gouvernement minoritaire, dirigé par le président du Conseil des ministres Kazimierz Marcinkiewicz.
À la Diète, l'exécutif pouvait compter sur le soutien de l'Autodéfense de la république de Pologne (SRP), formation populiste de gauche ayant recueilli 11,4 % des voix et 56 élus, la Ligue des familles polonaises (LPR), parti d'extrême droite disposant de 34 parlementaires grâce à ses 8 %, et du Parti paysan polonais (PSL), d'orientation chrétienne-démocrate, qui avait obtenu 7 % des suffrages, soit 25 députés. La PO, quant à elle, partageait les bancs de l'opposition avec l'ancien parti au pouvoir, l'Alliance de la gauche démocratique (SLD), parti social-démocrate laminé avec seulement 11,3 % des voix et 53 élus.
Le 5 mai 2006, Marcinkiewicz opère un remaniement ministériel afin de faire entrer trois ministres de la SRP et deux de la LPR. Cette alliance très eurosceptique conduit à la démission, quatre jours plus tard, du ministre des Affaires étrangères, Stefan Meller. Finalement, le 7 juillet, le chef du gouvernement fait part de sa volonté de quitter ses fonctions, et son parti lui choisit comme successeur son président, Jarosław Kaczyński. Celui-ci est officiellement nommé sept jours plus tard, par son frère jumeau et président de la République, Lech Kaczyński.
Tout juste deux mois plus tard, le 15 septembre, l'ancien président social-démocrate Aleksander Kwaśniewski revient dans le jeu politique en formant la coalition Gauche et démocrates (LiD), qui rassemble la SLD, son partenaire traditionnel de l'Union du travail (UP), ainsi que deux dissidences de la SLD, la Social-démocratie de Pologne (SDPL) et le Parti démocrate (PD). À la fin de l'année, PiS perd la mairie de Varsovie, autrefois détenue par le chef de l'État, au profit des libéraux.
Après seulement un an, le 13 août 2007, la coalition au pouvoir explose et seul le PiS se maintient au gouvernement. Jarosław Kaczyński négocie alors la tenue d'élections anticipées avec la PO, la Diète votant sa dissolution par une résolution du 7 septembre suivant, par 377 voix contre 54. Le président fixe alors la date des élections au 21 octobre suivant.

## Forces et chefs de file
| Force politique | Force politique                                                                   | Idéologie                                                              | Chef de file                              | Score en 2005                            |
| --------------- | --------------------------------------------------------------------------------- | ---------------------------------------------------------------------- | ----------------------------------------- | ---------------------------------------- |
|                 | Droit et justice (PiS) Prawo i Sprawiedliwość                                     | Droite Conservatisme, nationalisme, euroscepticisme                    | Jarosław Kaczyński (Président du Conseil) | 27,0 % des voix 155 députés 49 sénateurs |
|                 | Plate-forme civique (PO) Platforma Obywatelska                                    | Centre droit Libéral-conservatisme, démocratie chrétienne              | Donald Tusk                               | 24,1 % des voix 133 députés 34 sénateurs |
|                 | Autodéfense de la république de Pologne (SRP) Samoobrona Rzeczpospolitej Polskiej | Gauche Étatisme, agrarisme, populisme, nationalisme                    | Andrzej Lepper                            | 11,4 % des voix 56 députés 4 sénateurs   |
|                 | Gauche et démocrates (LiD) Lewica i Demokraci SLD-SDPL-PD-UP                      | Centre gauche Social-démocratie, social-libéralisme, troisième voie    | Aleksander Kwaśniewski                    | 17,7 % des voix 55 députés 0 sénateurs   |
|                 | Ligue des familles polonaises (LPR) Liga Polskich Rodzin                          | Extrême droite Conservatisme national, social, catholicisme, populisme | Roman Giertych                            | 8,0 % des voix 34 députés 7 sénateurs    |
|                 | Parti paysan polonais (PSL) Polskie Stronnictwo Ludowe                            | Centre droit Démocratie chrétienne, conservatisme, agrarisme           | Waldemar Pawlak                           | 7,0 % des voix 25 députés 2 sénateurs    |

## Résultats

### Diète
|                        |                                               |            |       |       |        |               |  |  |  |  |  |  |  |  |
| Parti                  | Parti                                         | Voix       | %     | +/-   | Sièges | +/-           |  |  |  |  |  |  |  |  |
|                        | Plate-forme civique (PO)                      | 6 701 010  | 41,51 | 17,37 | 209    | 76            |  |  |  |  |  |  |  |  |
|                        | Droit et justice (PiS)                        | 5 183 477  | 32,11 | 5,12  | 166    | 11            |  |  |  |  |  |  |  |  |
|                        | Gauche et démocrates (LiD)                    | 2 122 981  | 13,15 | 4,50  | 53     | 2             |  |  |  |  |  |  |  |  |
|                        | Parti paysan polonais (PSL)                   | 1 437 638  | 8,91  | 1,95  | 31     | 6             |  |  |  |  |  |  |  |  |
|                        | Autodéfense de la république de Pologne (SRP) | 247 335    | 1,53  | 9,88  | 0      | 56            |  |  |  |  |  |  |  |  |
|                        | Ligue des familles polonaises (LPR)           | 209 171    | 1,30  | 6,67  | 0      | 34            |  |  |  |  |  |  |  |  |
|                        | Parti travailliste polonais (PPP)             | 160 476    | 0,99  | 0,22  | 0      | en stagnation |  |  |  |  |  |  |  |  |
|                        | Parti des femmes                              | 45 121     | 0,28  | Nv.   | 0      | en stagnation |  |  |  |  |  |  |  |  |
|                        | Minorité allemande (MN)                       | 32 462     | 0,20  | 0,09  | 1      | 1             |  |  |  |  |  |  |  |  |
|                        | Autodéfense patriotique                       | 2 531      | 0,02  | Nv.   | 0      | en stagnation |  |  |  |  |  |  |  |  |
|                        |                                               |            |       |       |        |               |  |  |  |  |  |  |  |  |
| Suffrages exprimés     | Suffrages exprimés                            | 16 142 202 | 97,96 |       |        |               |  |  |  |  |  |  |  |  |
| Votes blancs et nuls   | Votes blancs et nuls                          | 335 532    | 2,04  |       |        |               |  |  |  |  |  |  |  |  |
| Total                  | Total                                         | 16 477 734 | 100   | –     | 460    | en stagnation |  |  |  |  |  |  |  |  |
| Abstention             | Abstention                                    | 14 137 737 | 46,18 |       |        |               |  |  |  |  |  |  |  |  |
| Inscrits/Participation | Inscrits/Participation                        | 30 615 471 | 53,82 |       |        |               |  |  |  |  |  |  |  |  |

### Sénat
|                        |                                               |            |       |       |        |               |  |  |  |  |  |  |  |  |
| Parti                  | Parti                                         | Voix       | %     | +/-   | Sièges | +/-           |  |  |  |  |  |  |  |  |
|                        | Plate-forme civique (PO)                      | 12 734 742 | 39,14 | 22,20 | 60     | 26            |  |  |  |  |  |  |  |  |
|                        | Droit et justice (PiS)                        | 10 208 412 | 31,38 | 10,58 | 39     | 10            |  |  |  |  |  |  |  |  |
|                        | Gauche et démocrates (LiD)                    | 4 751 281  | 14,60 | 3,51  | 0      | en stagnation |  |  |  |  |  |  |  |  |
|                        | Parti paysan polonais (PSL)                   | 2 863 883  | 8,80  | 2,94  | 0      | 2             |  |  |  |  |  |  |  |  |
|                        | Autodéfense de la république de Pologne (SRP) | 345 427    | 1,06  | 7,29  | 0      | 3             |  |  |  |  |  |  |  |  |
|                        | Ligue des familles polonaises (LPR)           | 293 289    | 0,90  | 11,49 | 0      | 7             |  |  |  |  |  |  |  |  |
|                        | Minorité allemande (MN)                       | 104 533    | 0,32  | 0,05  | 0      | en stagnation |  |  |  |  |  |  |  |  |
|                        | Autodéfense patriotique                       | 48 689     | 0,15  | Nv.   | 0      | en stagnation |  |  |  |  |  |  |  |  |
|                        | Indépendants                                  | 1 185 400  | 3,64  | 7,93  | 1      | 4             |  |  |  |  |  |  |  |  |
| Total des voix         | Total des voix                                | 32 535 656 | 100   |       |        |               |  |  |  |  |  |  |  |  |
|                        |                                               |            |       |       |        |               |  |  |  |  |  |  |  |  |
| Suffrages exprimés     | Suffrages exprimés                            | 16 190 804 | 98,27 |       |        |               |  |  |  |  |  |  |  |  |
| Votes blancs et nuls   | Votes blancs et nuls                          | 284 868    | 1,73  |       |        |               |  |  |  |  |  |  |  |  |
| Total                  | Total                                         | 16 475 672 | 100   | –     | 100    | en stagnation |  |  |  |  |  |  |  |  |
| Abstention             | Abstention                                    | 14 139 799 | 46,19 |       |        |               |  |  |  |  |  |  |  |  |
| Inscrits/Participation | Inscrits/Participation                        | 30 615 471 | 53,81 |       |        |               |  |  |  |  |  |  |  |  |

## Analyse

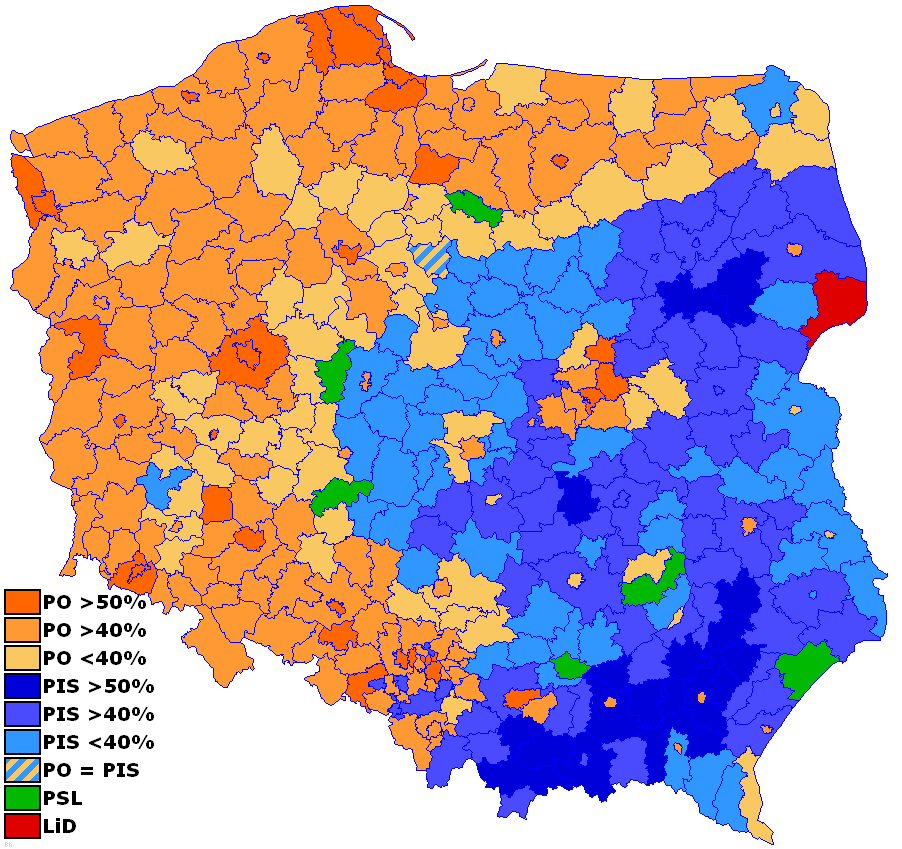
La carte des résultats montre l'opposition entre l'importance du vote PiS dans l'est et celle du vote PO dans le nord et l'ouest. Un article du site Big Think note que cette géographie électorale fait écho aux frontières d'avant 1918, la partie nord et ouest correspondant aux anciens territoires de l'Empire allemand.

Les élections sont marquées par une participation de 53,9 % des inscrits, ce qui constitue le nouveau record depuis la fin du régime de parti unique, en 1989. Le précédent, qui datait de 1993, était en effet de 52,1 %.
Ce scrutin marque une nouvelle victoire pour le centre droit, la première depuis 1997, avec l'excellent résultat réalisé par la PO, le meilleur score pour une formation de cette tendance depuis la chute du communisme. Il s'agit même du meilleur résultat en voix pour le premier parti du pays depuis 1991.
Malgré un maigre bilan et une forte instabilité politique, PiS, qui perd son statut de première force politique polonaise, parvient à progresser en franchissant même la barre des 30 %. Ses alliés du camp nationaliste sont cependant clairement défaits, la SRP et la LPR connaissant un effondrement tel qu'elles passent sous la barre des 5 % et sont donc exclues de la Diète. Le camp des formations opposées à la construction européenne est donc cette fois-ci sèchement battu, après avoir obtenu une majorité absolue de sièges deux ans auparavant.
En revanche, bien que coalisé et disposant d'un chef de file populaire, le centre gauche réuni dans coalition LiD ne parvient toujours pas à redevenir une force crédible, puisqu'il recule très légèrement. Enfin, le PSL, présent au Parlement depuis 1991, s'y maintient en réalisant son troisième meilleur résultat en quinze ans.
Quant au Sénat, élu au scrutin uninominal majoritaire à un tour, l'effet est encore plus frappant puisque les libéraux y remportent une nette majorité absolue. Tous les autres partis régressent, seuls les conservateurs  obtenant une représentation, diminuée de 20 % par rapport à 2005.

## Conséquences
Le 23 octobre, la Plate-forme civique confirme la candidature de son président, Donald Tusk, aux fonctions de président du Conseil des ministres. Désigné le 9 novembre par le président Lech Kaczyński pour constituer le gouvernement, il forme une coalition avec le Parti paysan polonais (PSL) qui dispose de 240 parlementaires sur 460. Le gouvernement prend ses fonctions le 16 novembre et se soumet, le 24 novembre, à une vote de confiance à la Diète, qu'il remporte par 238 voix contre 204, Droit et justice et Gauche et démocrates ayant décidé de voter contre.